# Office of Management and Budget
Office of Management and Budget (OMB), "förvaltnings- och budgetbyrån", är en separat avdelning inom USA:s presidentkansli som har till uppgift att kontrollera att myndigheterna inom den verkställande grenen av USA:s federala statsmakt efterföljer presidentens politik och i framtagandet av underlaget i budgeten som ska godkännas av kongressen. OMB har drygt 500 anställda och har en egen budget på 90 miljoner dollar. 
OMB i sin nuvarande form upprättates av president Richard Nixon 1970, men härstammar från budgetbyrån (Bureau of the Budget) som upprättades år 1921 i finansdepartementet. Funktionen flyttades över till presidentkansliet 1939 av president Franklin Roosevelt med kongressens stöd.

## Lista över chefer
OMB:s chef (engelska: Director of the Office of Management and Budget) utses av presidenten med senatens råd och samtycke. Av tradition är chefen medlem av USA:s presidents kabinett.

### Budgetdirektörer (1921-1970)
| Porträtt | Namn              | Ämbetstid |
|          | Charles G. Dawes  | 1921-1922 |
|          | Herbert Lord      | 1922-1929 |
|          | Clawson Roop      | 1929-1933 |
|          | Lewis Douglas     | 1933-1934 |
|          | Daniel Bell       | 1934-1939 |
|          | Harold Smith      | 1939-1946 |
|          | James E. Webb     | 1946-1949 |
|          | Frank Pace        | 1949-1950 |
|          | Frederick Lawton  | 1950-1953 |
|          | Joseph Dodge      | 1953-1954 |
|          | Rowland Hughes    | 1954-1956 |
|          | Percival Brundage | 1956-1958 |
|          | Maurice Stans     | 1958-1961 |
|          | David Bell        | 1961-1962 |
|          | Kermit Gordon     | 1962-1965 |
|          | Charles Schultze  | 1965-1968 |
|          | Charles Zwick     | 1968-1969 |
|          | Robert Mayo       | 1969-1970 |

### Förvaltnings- och budgetdirektörer (1970-)
| Porträtt | Namn                   | Ämbetstid                 |
|          | George Shultz          | 1970-1972                 |
|          | Caspar Weinberger      | 1972-1973                 |
|          | Roy Ash                | 1973-1975                 |
|          | James T. Lynn          | 1975-1977                 |
|          | Bert Lance             | 1977                      |
|          | James T. McIntyre      | 1977-1981                 |
|          | David Stockman         | 1981-1985                 |
|          | James Miller III       | 1985-1988                 |
|          | Joseph Wright, Jr      | 1988-1989                 |
|          | Richard Darman         | 1989-1993                 |
|          | Leon Panetta           | 1993-1994                 |
|          | Alice Rivlin           | 1994-1996                 |
|          | Franklin Raines        | 1996-1998                 |
|          | Jack Lew               | 1998-2001                 |
|          | Mitch Daniels          | 2001-2003                 |
|          | Joshua Bolten          | 2003-2006                 |
|          | Rob Portman            | 2006-2007                 |
|          | Jim Nussle             | 2007-2009                 |
|          | Peter Orszag           | 2009-2010                 |
|          | Jack Lew               | 2010-2012                 |
|          | Jeffrey Zientz         | 2012-2013 (tillförordnad) |
|          | Sylvia Mathews Burwell | 2013-2014                 |
|          | Shaun Donovan          | 2014-2017                 |
|          | Mark Sandy             | 2017-2017 (tillförordnad) |
|          | Mick Mulvaney          | 2017-2020                 |
|          | Russell Vought         | 2020-2021                 |
|          | Rob Fairweather        | 2021–2021 (tillförordnad) |
|          | Shalanda Young         | 2021–2025                 |
|          | Matthew Vaeth          | 2025– (tillförordnad)     |